# Герб Підгайців
Герб Підгайців — один із символів міста Підгайці, затверджений 22 серпня 1991 року.
Автори проекту — А. Гречило та І. Сварник.

## Сучасний герб
У червні 1991 року міська рада Підгайців звернулася до Українського геральдичного товариства з проханням розробити герб міста. Проекти запропонували Андрій Гречило та Іван Сварник. До знаку з брамою було додано елемент старого герба з кириличним «П» замість латинської літери «P». Затверджений 22 серпня 1991 року Підгаєцькою міською радою.

### Опис
На синьому полі розташована золота міська брама з двома вежами й відкритими воротами. Обидві вежі мають по одній бійниці й завершені трьома бланками (зубцями). В отворі воріт золота літера «П» над срібним півмісяцем ріжками вгору, нижче зображений золотий лапчастий чи козацький хрест (з розширеними рамками).

## Історія
19 липня 1539 року разом із магдебурзьким правом місто отримало власний герб. На жаль, його опис не зберігся. Проте збереглася кругла підгаєцька печатка 1554 року. На ній зображена латинська літера «P», під нею півмісяць ріжками вгору, а ще нижче — широкораменний хрест. На іншій міській печатці, умовно датованій 1658 роком, також міститься подібний герб. Добре укріплене місто не раз ставало на шляху ворожих набігів, під його мурами відбувалися криваві сутички з татарськими загонами. Ймовірно, що давній герб і відображав ці мотиви: літера над півмісяцем вказувала на боротьбу проти нападників, а хрест виступав як символ пам'яті про загиблих в обороні рідного краю земляків.
1867 року австрійський уряд надав Підгайцям статус повітового міста. На початку ХХ ст. Підгайці використовують як герб зображення міської брами з двома вежами. В архівних матеріалах вказувалось, що такий герб був на печатках міста з XVII-XVIII ст., однак самих печаток з таким знаком виявити не вдалося. У гербі брама зображалася золотою у синьому полі. У такому вигляді герб Підгайців, оздоблений декоративним картушем, функціонував до 1939 р.